# داني روجرز
داني روجرز (بالإنجليزية: Danny Rogers)‏ (23 مارس 1994 بنيويورك في الولايات المتحدة - ) هو لاعب كرة قدم بريطاني في مركز حراسة المرمى. شارك مع منتخب جمهورية أيرلندا تحت 21 سنة لكرة القدم. أما مع النوادي، فقد لعب مع نادي أبردين ونادي فالكيرك ونادي دمبرتون وأردريونيانز.

## وصلات خارجية
- داني روجرز على موقع الاتحاد الأوربي (الإنجليزية)
- داني روجرز على موقع قاعدة بيانات كرة القدم.إي يو (الإنجليزية)
- داني روجرز على موقع Soccerbase.com (لاعب) (الإنجليزية)
- داني روجرز على موقع Soccerway.com (الإنجليزية)
- داني روجرز على موقع عالم كرة القدم.نت (الإنجليزية)